# NGC 6956
NGC 6956 ist eine Balken-Spiralgalaxie vom Hubble-Typ SBb im Sternbild Delphin. Sie ist schätzungsweise 216 Millionen Lichtjahre von der Milchstraße entfernt.
Das Objekt wurde am 19. Oktober 1784 von Wilhelm Herschel entdeckt.

## NGC 6956-Gruppe (LGG 440)
| Galaxie   | Alternativname | Entfernung/Mio. Lj |
| --------- | -------------- | ------------------ |
| PGC 65281 | UGC 11620      |                    |
| PGC 65293 | UGC 11623      |                    |
| NGC 6956  | PGC 65269      | 216                |